# Hans-Günter Hänsel
Hans-Günter Hänsel (* 18. August 1944 in Görlitz; † 2. Mai 2021 in Erfurt) war ein deutscher Fußballfunktionär.
Hänsel begann das Fußballspielen bei der BSG Aufbau Altenburg im Alter von zehn Jahren. Bald wurde er ebenso als Schiedsrichter tätig und bereits mit 15 Jahren übernahm er als Übungsleiter die Schülermannschaft der Altenburger.
Im Jahr 1967 wechselte Hänsel als hauptamtlicher Jugendleiter zur BSG Chemie Leipzig und war zeitgleich in den Gremien des Bezirksfachausschusses Fußball des Bezirks Leipzig aktiv. Im Jahr 1970 wurde er zum Sektionsleiter Fußball der BSG Chemie berufen. Während seiner Amtszeit pendelten die Leipziger zwischen der Oberliga und der zweitklassigen DDR-Liga, konnten 1972 und 1975 nach Abstiegen direkt wieder aufsteigen, verpassten aber in den Aufstiegsrunden 1977 und 1978 die Qualifikation für die erstklassige Oberliga. Im Jahr 1978 folgte ihm Heinz-Joachim Jungnickel als Sektionsleiter nach.
Hänsel schloss sich nun dem FC Rot-Weiß Erfurt an, wo er stellvertretender Klubvorsitzender wurde und dies bis 1986 blieb. Im Sommer 1985 gelang den Blumenstädtern unter Trainer Hans Meyer der Gewinn des Intertoto-Cups. Als der ihm vorstehende Karl-Heinz Friedrich als Klubvorsitzender abgelöst wurde, verließ auch Hänsel die Erfurter und ging nach Berlin.
Den 1. FC Union Berlin führte er als Vorsitzender von November 1987 bis Sommer 1990. Während seiner Amtszeit stiegen die Köpenicker 1989 aus der Oberliga ab, nachdem sie zuvor stets gegen den Abstieg gespielt hatten. Den Wiederaufstieg 1990 verpassten die Eisernen als Zweiter hinter Vorwärts Frankfurt.
Daraufhin kehrte Hänsel nach Leipzig zurück und wurde von 1990 bis 1993 Manager des FC Sachsen Leipzig, der im Sommer 1990 durch Fusion der BSG Chemie Leipzig mit Chemie Böhlen entstanden war. Die Messestädter verpassten in der letzten erstklassig ausgespielten Oberliga-Saison 1991 als Zwölftplatzierte die Qualifikation für die bundesweiten Wettbewerbe und traten folgend in der drittklassigen Oberliga Nordost an. Am Ende der Saison 1992/93 gelang den Grün-Weißen zwar unter Leitung von Trainer Eduard Geyer der Staffelsieg, doch wurde ihnen die Lizenz zur 2. Bundesliga verweigert, sodass der zweitplatzierte Bischofswerdaer FV 08 an der Relegationsrunde teilnahm. Durch den Gewinn des Sachsenpokals gelang dafür erstmals die Qualifikation zum DFB-Pokal.
Hans-Günter Hänsel allerdings wechselte bereits im Januar 1993 zum Thüringer Fußball-Verband, dessen Hauptgeschäftsführer er von 1993 bis zu seinem Ruhestand im Jahr 2009 war. Anschließend wurde er zum Ehrenmitglied des TFV ernannt. Abermals wurde Heinz-Joachim Jungnickel sein Nachfolger. Außerdem leitete er ehrenamtlich für 26 Jahre die Traditionsmannschaft des FC Rot-Weiß Erfurt.
Er war verheiratet mit Hannelore Hänsel.